# Baratier
Baratier – miejscowość i gmina we Francji, w regionie Prowansja-Alpy-Lazurowe Wybrzeże, w departamencie Alpy Wysokie.

## Demografia
Według danych na rok 1990 gminę zamieszkiwało 356 osób, a gęstość zaludnienia wynosiła 22 osoby/km². W styczniu 2015 r. Baratier zamieszkiwało 518 osób, przy gęstości zaludnienia wynoszącej 32,4 osób/km².